# Acetato di metile
L'acetato di metile (nome sistematico etanoato di metile) è l'estere dell'acido acetico con il metanolo, avente formula molecolare CH3CO−O−CH3, la quale mostra un acetile unito ad un metile tramite un ponte ossigeno, per cui a volte viene rappresentata, usando i rispettivi simboli, come AcOMe.
A temperatura ambiente si presenta come liquido incolore volatile,  infiammabile, dall'odore gradevolmente fragrante, per il quale è usato anche come componente di profumi; è anche un buon solvente per essenze, colle o vernici.
Come per altri esteri, in soluzione acquosa e in presenza di acidi o basi forti non è stabile e subisce idrolisi. L'acetato di metile è un solvente polare aprotico (momento dipolare 1,69 D) solubile in acqua e solubile in ogni rapporto in alcool e in etere; tuttavia, nel ruolo di solvente quasi sempre gli viene preferito l'acetato di etile, meno tossico e molto meno solubile in acqua.
L'acetato di metile è anche un prodotto naturale, presente in alcune piante come Peristeria elata e Coffea arabica.

## Preparazione e reazioni
L'acetato di metile è prodotto industrialmente mediante carbonilazione del metanolo come sottoprodotto della produzione di acido acetico. L'acetato di metile è il prodotto della reazione diesterificazione dell'acido acetico con il metanolo, che viene condotta con l'aggiunta alla loro miscela di una piccola quantità di acido solforico concentrato (5-10%) che, oltre a fornire la catalisi acida per la reazione, sottraendo acqua, sposta l'equilibrio a favore dell'estere:
CH3COOH + CH3OH   ⇄   CH3COOCH3 + H2O
Si può ottenere anche dalla reazione con metanolo dell'anidride acetica o del cloruro di acetile (reazioni di sostituzione nucleofila al carbonile):
CH3CO−O−COCH3 + CH3OH   →   CH3COOCH3 + CH3COOH
CH3CO−Cl + CH3OH   →   CH3COOCH3 + HCl

### Reazioni
In presenza di basi forti come idrossido di sodio o acidi forti come acido cloridrico o acido solforico, viene reidratato in metanolo e acido acetico, specialmente a temperature elevate. La conversione di metil acetato nei suoi componenti, per mezzo di un acido, è una reazione di primo ordine rispetto all'estere. La reazione dell'acetato di metile con una base, ad esempio idrossido di sodio, è una reazione del secondo ordine rispetto a entrambi i reagenti. 
L'acetato di metile può venire carbonilato in presenza di catalizzatori a base di rodio e dare l'anidride acetica in una reazione apparentemente analoga a quella della carbonilazione del metanolo menzionata sopra, ma con sottili differenze meccanicistiche.

## Applicazioni
Un uso importante dell'acetato di metile è come solvente volatile a bassa tossicità in colle, vernici e smalti per unghie.